# اريك ميخائيل كول
اريك ميخائيل كول (بالإنجليزية: Eric Michael Cole)‏ هو ممثل أمريكي، ولد في 21 سبتمبر 1976 بساكرامنتو في الولايات المتحدة.

## أعمال

### أفلام
- (1998) جيا

## وصلات خارجية
- اريك ميخائيل كول على موقع IMDb (الإنجليزية)
- اريك ميخائيل كول على موقع ألو سيني (الفرنسية)
- اريك ميخائيل كول على موقع أول موفي (الإنجليزية)
- اريك ميخائيل كول على موقع قاعدة بيانات الأفلام السويدية (السويدية)
- اريك ميخائيل كول على موقع قاعدة بيانات الفيلم (الإنجليزية)
- اريك ميخائيل كول على موقع كينوبويسك (الروسية)